# The Strumbellas
The Strumbellas to kanadyjska grupa muzyczna założona w Lindsay, Ontario w 2008 roku. Najczęstszymi gatunkami muzycznymi zespołu są indie rock, alternatywne country i gotycki folk.

## Historia zespołu
Założony w 2008 roku w Toronto w Ontario zespół składał się z autora tekstów, wokalisty i gitarzysty Simona Warda, klawiszowca Davida Rittera, gitarzysty Jona Hembreya, skrzypaczki Isabel Ritchie, basisty Darryla Jamesa i perkusisty Jeremy'ego Drury'ego. Hembrey, James, Drury i Ward pochodzą z Lindsay w Ontario, natomiast Ritter i Ritchie dołączyli do zespołu po tym, jak Ward znalazł ich na Craigslist.
W 2009 roku ukazała się EP-ka zespołu, która zebrała wiele pozytywnych recenzji, a wiele mediów stwierdziło, że jest to zespół, który warto obserwować. Ich teledysk do Southern Souls przyciągnął uwagę wielu blogerów i podniósł świadomość zespołu.
W 2010 roku zespół grał w takich miejscach jak Yonge-Dundas Square, Horseshoe Tavern, a później Peterborough Folk Festival. Ich debiutancki album My Father and the Hunter został nagrany w Metalworks Studios w Mississaudze i wydany w 2012 roku. Został on nominowany do nagrody Juno Award 2013 w kategorii Roots & Traditional Album of the Year - Group. Nagrodę tę zdobyli dopiero w następnym roku za album We Still Move on Dance Floors.
Trzeci studyjny album zespołu, Hope, został wydany 22 kwietnia 2016 roku. Piosenka z albumu, „Spirits”, osiągnęła pierwsze miejsce na liście Billboard Alternative Songs pod koniec maja 2016 roku, a także była najczęściej odtwarzaną piosenką w Kanadzie i wielu krajach europejskich.
W 2016 roku zespół odbył trasę koncertową po Europie, Ameryce Północnej i Australii, a ich utwór „Spirits” zdobył nagrodę Juno Award dla singla roku. W 2019 roku wydali swój czwarty album studyjny, Rattlesnake.
W marcu 2022 roku zespół ogłosił na Instagramie, że Ward przeszedł do roli za kulisami, aby skupić się na swojej rodzinie i pisaniu piosenek. Został zastąpiony przez Jimmy'ego Chauveau. W dniu 4 października 2023 r. zespół wydał nowy singiel „Hold Me” po dwóch latach. Zespół zapowiedział również nowy album, Part Time Believer, który ukazał się 9 lutego 2024 r. 18 lipca 2025 r. zespół wydał singiel „Hard Lines”. Po singlu ukazała się piosenka „Maybe It's Me”.

## Członkowie

### Obecni członkowie
- David Ritter – klucze (2008–obecny)
- Darryl James – gitara basowa (2008–obecny)
- Isabel Ritchie – skrzypce (2008–obecny)
- Jon Hembrey – gitara solowa (2008–obecny)
- Jimmy Chauveau – śpiew, gitara (2022–obecny)

### Członkowie w trasie
- Miles Gibbons – bębny (2022–obecny)

### Byli członkowie
- Simon Ward – śpiew, gitara (2008–2022), kompozytor (2022–2024)
- Jeremy Drury – bębny (2008–2022), kompozytor (2022–obecny)

## Dyskografie

### Albumy studyjne
- My Father and the Hunter (2012)
- We Still Move on Dance Floors (2013)
- Hope (2016)
- Rattlesnakes (2019)
- Part Time Believer (2024)

### EP
- The Strumbellas (2009)